# Bea Vianen
Beatrice Sylvia Vianen (Paramaribo, 6 de noviembre de 1935-6 de enero de 2019) hasta la década de 1990 fue la escritora más leída de Surinam.

## Biografía
Nació en la capital de Surinam y por sus venas corría una mezcla de razas. Fue educada en la fe católica —con una historia similar a la narrada en Nonnen en straffen incluida en la Verhalen van Surinaamse schrijvers (1989)—. En 1957 Vianen viajó a los Países Bajos y a partir de entonces vivió en forma alternada períodos a ambos lados del Atlántico. Debutó con obras de poesía y prosa en la revista Soela (1962-1964). En 1965, publica su colección Cautal, con un prólogo de Trefossa que dice: «canciones de amor a Krishna, todos los inmigrantes vienen aquí para liberar su psiquis». En todas sus novelas, el tema presente es el de la libertad y su ausencia. Bea describe a Surinam en forma lírica, aunque es altamente crítica con la atmósfera de crispación. En Sarnami, hai [Surinam, yo] (1969) se revela en contra de las tradiciones de niña Sita Indostana. En Strafhok (1971) y Geen onderdelen (1979) presenta varios personajes que intentan en forma frenética romper con las ataduras opresivas del colonialismo, las divisiones étnicas, las divisiones religiosas y los prejuicios.
Con los niños de la escuela de pupilos Ik eet, ik eet tot ik niet meer kan (1972) realiza un intento de buscar nuevos caminos, fuera de la Vianen tradicional —por ejemplo la tierra—. Het paradijs van Oranje (1973) es una novela en la cual los neerlandeses realizan una mirada crítica del estilo de vida de los inmigrantes surinameses. Su poesía también abunda en la temática de la libertad y su ausencia. Originalmente, trata el tema en forma anecdótica, como en Liggend stilstaan bij blijvende momenten (1974), posteriormente se torna un asociativo poderoso, como en Over de grens (1986). En sus trabajos más recientes Vianen se siente atraída por temas paranoicos. Una serie de memorias de su niñez, experiencias de viajes por Sudamérica y flashes de los Países Bajos y de Surinam se entremezclan en la prosa de difícil comprensión de Yo te espero, señora Ramkumari (1979). En el ámbito de la poesía logra a veces resultados aceptables, tales como en sus colecciones: Op het laatst krijgen wij met z’n allen donderop (1989), Is als het zo ruist een vermogen (1993) y Begraaf mij in dit gruis (2002).